# (9694) Ликомед
(9694) Ликомед (лат. Lycomedes, др.-греч. Λῠκομήδης) — типичный троянский астероид Юпитера, движущийся в точке Лагранжа L4, в 60° впереди планеты. Астероид был открыт 16 сентября 1960 года американскими астрономами К. Й. ван Хаутеном, И. ван Хаутен-Груневельд и Томом Герельсом в Паломарской обсерватории и назван в честь Ликомеда, персонажа древнегреческой мифологии.

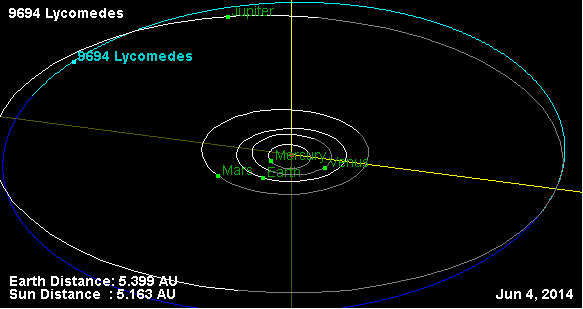
Орбита астероида Ликомед и его положение в Солнечной системе